# Спурій Кассій Вісцелін
Спурій Кассій Вісцелін (540—485 рр. до н. е.) — римський політичний та громадський діяч VI—V ст. до н. е. Римської республіки. Тричі був обраний консулом, перший в історії Стародавнього Риму начальник кінноти та автор першого аграрного закону.

## Життєпис
Походив з роду Кассіїв.

### Перебування на посаді консула

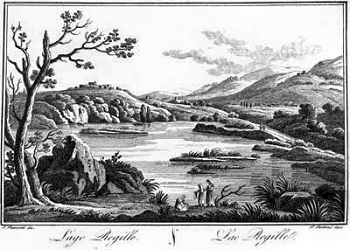
Озеро Регіл (лат. Regillus)

У 502 році до н. е. його вперше було обрано консулом, разом з Опітером Вергінієм Трікостом. За словами Діонісія Галікарнаського, Спурій Касій зробив вдалий похід проти сабінів і виграв битву при Курах, під час якої сабіни понесли такі втрати, що змушені були запросити миру і віддати римлянам значну частину свої земель. За це він отримав тріумф. У 501 році до н. е. його призначив своїм заступником — начальником кінноти перший в історії Стародавнього Риму диктатор Тит Ларцій Флав. Тоді Спурій воював знову з сабінянами та латинянами. За словами Діонісія Галікарнаського, Кассій зробив успішний похід проти сабінян і виграв битву при Курах, після якої сабіняни зазнали значних втрат і були змушені просити у римлян миру і віддати значну частину своїх територій. За ці досягнення Кассій був вдруге удостоєний тріумфу.
Тит Лівій у своїх працях не згадував про війну із сабінянами, однак помилково написав про перемогу двох консулів над аврунками та взятті міста Суесса Помеція, при чому описав цю кампанію, датуючи її 495 роком до н. е.
Під час Першої Латинської війни, у 498 р. до н. е. (за іншими відомостями у 496 до н. е.) біля озера Регіл відбулася битва з латинами. У 498 році до н. е. запропонував у сенаті зруйнувати латинські міста за їхню зраду у 501 році до н. е., проте більшість сенаторів не підтримала цю ідею. У 493 році до н. е. його вдруге було обрано консулом, цього разу разом з Постумом Комінієм Аврунком. У цей час плебеї здійснили першу спробу виходу (сецесії) із Риму на Священну гору. Тоді Кассієм було висвячено храми Церери, Лібера та Лібери. Уклав угоду з латинянами, яка заклала основу відносинам між Римом та латинськими містами. Через чотири століття, Цицерон згадував, що копія цього договору дійшла до його днів.

У 486 році до н. е. його було обрано втретє консулом, цього разу разом з Прокулом Вергінієм Трікостом Рутилом. З армією відправився у похід проти герників і вольсків, які здалися без битви. Попри це став вимагати й. зрештою, отримав тріумф. У цьому ж році уклав з герніками договір на кшталт того, що був затверджений з латинянами, згідно з яким кожен із трьох народів отримає третину завоювань у союзі із двома іншими, але Тит Лівій при цьому повідомляє, що герніки втратили дві третини своїх земель. 

### Аграрний закон
Після укладення договору з герниками Спурій Кассій у 486 році до н. е. запропонував до розгляду аграрний закон, перший в історії Римської республіки. Короткий опис змісту закону дійшов до нас у нотатках Діонісія Галікарнаського, однак, німецький історик Бартольд Георг Нібур вказав на деякі недоліки та неточності у відомостях Діонісія. За його версією, аграрний закон Кассія є майже аналогом аграрного закону шостого царя Риму Сервія Туллія. Суть даного закону полягає в тому, що частина патриціїв, при отриманні суспільних земель, повинні отримати суворо обмежені за розміром ділянки, зайву частину наділу, надану патриціям, слід розділити між плебеями, а з урожаю патриціїв має вийматися десята частина. Запропонований закон викликав активний опір консула Прокула Віргінія Трікоста Рутила та інших патриціїв. Та, не зважаючи на всі ці заперечення, серед провладних кіл Римської республіки закон був прийнятий, однак, на практиці, не застосовувався, адже до Публія Валерія Публікола та його законів 471 року до н. е. і до Законів Дванадцяти таблиць 450 року до н. е. рівності між патриціями та плебеями не було. Вергіній зумів, зрештою, залучити на свій бік плебеїв, пообіцявши їм землю, не включаючи у розподіл латинян. У результаті Кассій втратив прихильність плебсу, а його самого звинуватили у намірі захопити царську владу.

### Суд і страта
У 451 році до н. е. після закінчення терміну перебування Спурія Кассія на посаді консула, його було звинувачено у коміціях по куріях квесторами Цезоном Фабієм Вібуланом і Луцієм Валерієм Потітом у спробі узурпувати владу. Діонісій та Тит Лівій стверджують, що Кассій був засуджений народним судом, інші джерела повідомляють, що він був засуджений за рішенням власного батька (що піддається в останній час критиці), хоча батько і визнав вину сина. Суд засудив Спурія Кассія до страти, його було скинуто з Тарпейської скелі. Майно Кассія було конфісковано й присвячено храму Церери, будинок зруйновано, а на його місці побудовано храм Землі.

## Родина
У Спурія Кассія залишилося троє синів, імена яких до нас не дійшли. За однією з версій, Спурій Кассій і його сини були патриціями, однак пізніші члени цього роду зазначаються як плебеї. За іншою версією, сини Кассія та їхні нащадки були вигнані з патриціїв, або добровільно перейшли до плебеїв, адже саме патриції вбили їхнього батька.
Діти:
- Спурій Кассій
- (ім'я невідоме) Кассій
- (ім'я невідоме) Кассій